# Schizobrachiella stylifera
Schizobrachiella stylifera is een mosdiertjessoort uit de familie van de Schizoporellidae.